# Rozszoha
Rozszoha (oroszul: Рассоха) elhagyott település Ukrajna Kijevi területén a csernobili atomerőmű-baleset után kitelepített 30 km-es zónában, 25 km-re délnyugatra a csernobili atomerőműtől, 15 km-re délnyugatra Csernobil városától. Itt található az a járműtemető, ahová a Szovjet Hadsereg mentésben használt gumikerekű járműveit és helikoptereit, az egyéb szennyezetté vált járművekkel együtt elszállították, a kitelepítéskor használt autóbuszokkal együtt.